# Raión de Stolin
Stolin (en bielorruso: Столінскі раён) es un raión o distrito de Bielorrusia, en la provincia (óblast) de Brest. 
Comprende una superficie de 3342 km².

## Demografía
Según estimación 2010 contaba con una población total de 80695 habitantes.

## Subdivisiones
Comprende las ciudades subdistritales de Stolin (la capital) y Davyd-Haradok, el asentamiento de tipo urbano de Réchytsa y los siguientes 19 consejos rurales:
- Alshany
- Bielavusha
- Bierazhnoye
- Vialíkaye Málieshava
- Vieliamichy
- Vidzibor
- Haradnaya
- Hlinka
- Liadziets
- Mánkavichy
- Plótnitsa
- Rádchytsk
- Ramiel
- Rubiel
- Rujcha
- Réchytsa
- Struha
- Fiadory
- Jaromsk